# De la vida dels titelles
De la vida dels titelles (títol original en alemany, Aus dem Leben der Marionetten) és un telefilm rodat a Alemanya per Ingmar Bergman el 1980. Tot i ser fet inicialment per televisió, aviat es va poder veure a les sales de cinema.

## Argument
Tancat en una casa, un client mata la prostituta amb la qual havia de passar la nit. La pel·lícula reconstitueix per fragments els dies que precedeixen i segueixen aquest crim, per tal d'intentar de comprendre'n la raó.

## Repartiment
- Robert Aztorn: Peter Egerman
- Christine Buchegger: Katarina Egerman
- Martin Benrath: Mogensjensen
- Rita Russek: Ka
- Lola Muethel: Cordelia Egerman
- Walter Schmidinger: Tim
- Heinz Bennent: Arthur Brenner
- Ruth Olafs: la infermera
- Karl Heinz Pelser: el jutge d'instrucció
- Gaby Dohm: la secretaria
- Toni Berger: el guardià